# Semussac
Semussac (prononcé [se.my.sak]) est une commune du Sud-Ouest de la France située dans le département de la Charente-Maritime, en région Nouvelle-Aquitaine. Ses habitants sont appelés les Semussacais et les Semussacaises.
Longtemps marquée par les activités agricoles (en témoigne la présence jusqu'en 2006 d'un musée du matériel agricole), cette petite cité a connu un développement important au cours des dernières années, du fait de l'accroissement du phénomène de périurbanisation : intégrée à la couronne périurbaine de Royan, elle tend de plus en plus à en devenir une banlieue résidentielle. Sa situation dans un arrière-pays saintongeais proche des stations balnéaires de la côte de Beauté, à mi-chemin des zones fortement urbanisées (Meschers-sur-Gironde, Saint-Georges-de-Didonne, etc.) et des zones rurales, scandées par de petites cités dynamiques (Saujon, Cozes, Gémozac), ces dernières sur l'axe routier Royan-Bordeaux, expliquent le développement du tourisme et des services, ce dernier secteur matérialisé par la présence d'une zone d'activité forte de plusieurs dizaines de commerces et d'un supermarché.
La population communale, de 2532 habitants (2020), a fait un bond en l'espace de dix ans, comme de nombreuses communes périphériques de Royan. Elle s'inscrit dans le secteur Sud de la Communauté d'agglomération Royan Atlantique, structure intercommunale forte de 81 896 habitants (2014).
La petite cité, qui a conservé de nombreuses maisons traditionnelles charentaises bordées de non moins traditionnelles roses trémières, abrite le château de Didonne, choisi pour résidence par le maréchal de Sénecterre, maréchal de France, gouverneur de Saintonge et sieur de Didonne au XVIIIe siècle, ainsi qu'une petite église néo-gothique dont le fin clocher est un des symboles de la commune.
Semussac est la patrie de Jean Jarousseau, « pasteur du Désert » et organisateur de la communauté protestante au XVIIIe siècle. Sa tombe se trouve au hameau de Chenaumoine.

## Géographie

### Présentation
La commune de Semussac est située au sud-ouest du département de la Charente-Maritime, aux confins de la presqu'île d'Arvert, dans la frange continentale de la côte de Beauté. Appartenant au midi atlantique, elle peut être rattachée à deux grands ensembles géographiques, le Grand Ouest français et le Grand Sud-Ouest français. Subissant fortement l'influence de Royan, locomotive économique de cette partie du département, dont elle est une des composantes de sa couronne périurbaine, elle dépend du canton de Saujon et de l'arrondissement de Saintes.
Semussac se trouve à 5,6 kilomètres de Meschers-sur-Gironde, 6,4 kilomètres de Cozes, 6,9 kilomètres de Saint-Georges-de-Didonne, 7,7 kilomètres de Royan, 8,1 kilomètres de Saujon, 26,8 kilomètres de Saintes, 28,4 kilomètres de Pons, 38,3 kilomètres de Rochefort, 65,1 kilomètres de La Rochelle (préfecture départementale) et 88,2 kilomètres de Bordeaux (préfecture régionale).

### Communes limitrophes
| Médis                    | Le Chay  | Corme-Écluse |
| Saint-Georges-de-Didonne | Semussac | Grézac       |
| Meschers-sur-Gironde     | Arces    | Cozes        |

### Géologie et relief
La cité est placée sur une petite éminence, au milieu de trois vastes plaines.
Le sol, d'une nature argileuse, est placé sur un tuf crayeux et siliceux assez friable dans certains endroits pour ressembler à de la marne, et dans d'autres assez compact et assez dur pour qu'on l'emploie à bâtir.

### Hydrographie
La commune est arrosée par un ruisseau qui prend sa source au village de Chez-Reine, dont il porte une partie du nom (la Reine). C'est au moyen de ce cours d'eau, qui aboutit à la Gironde, que le  maréchal Vauban avait conçu le projet de faire joindre l'estuaire à la Seudre par un canal de communication.

### Climat
Le climat dont bénéficie la Charente-Maritime est un climat océanique tempéré de type aquitain, marqué par un ensoleillement moyen assez important : avec 2 250 heures par an, il est comparable à celui que connaît une partie de la côte méditerranéenne. La pluviosité y est modérée, les précipitations ne dépassant pas 1 200 mm par an. Les températures, quant à elles, varient en moyenne de +5 °C en hiver à +20 °C en été.
Les îles et l'ensemble du littoral de la Charente-Maritime se caractérisent par un climat particulièrement doux en hiver, et rafraîchissant l'été, grâce aux influences océaniques perpétuellement en mouvement (brise marine). Ces conditions climatiques favorables, toujours soumises aux influences de l'océan Atlantique, ont favorisé un véritable microclimat de type sub-aquitain et l'existence d'une végétation déjà méridionale. Ainsi la flore se caractérise-t-elle par la présence étonnante de lauriers-roses, eucalyptus, agaves, et même les mimosas se mettent à fleurir dès le mois de janvier.

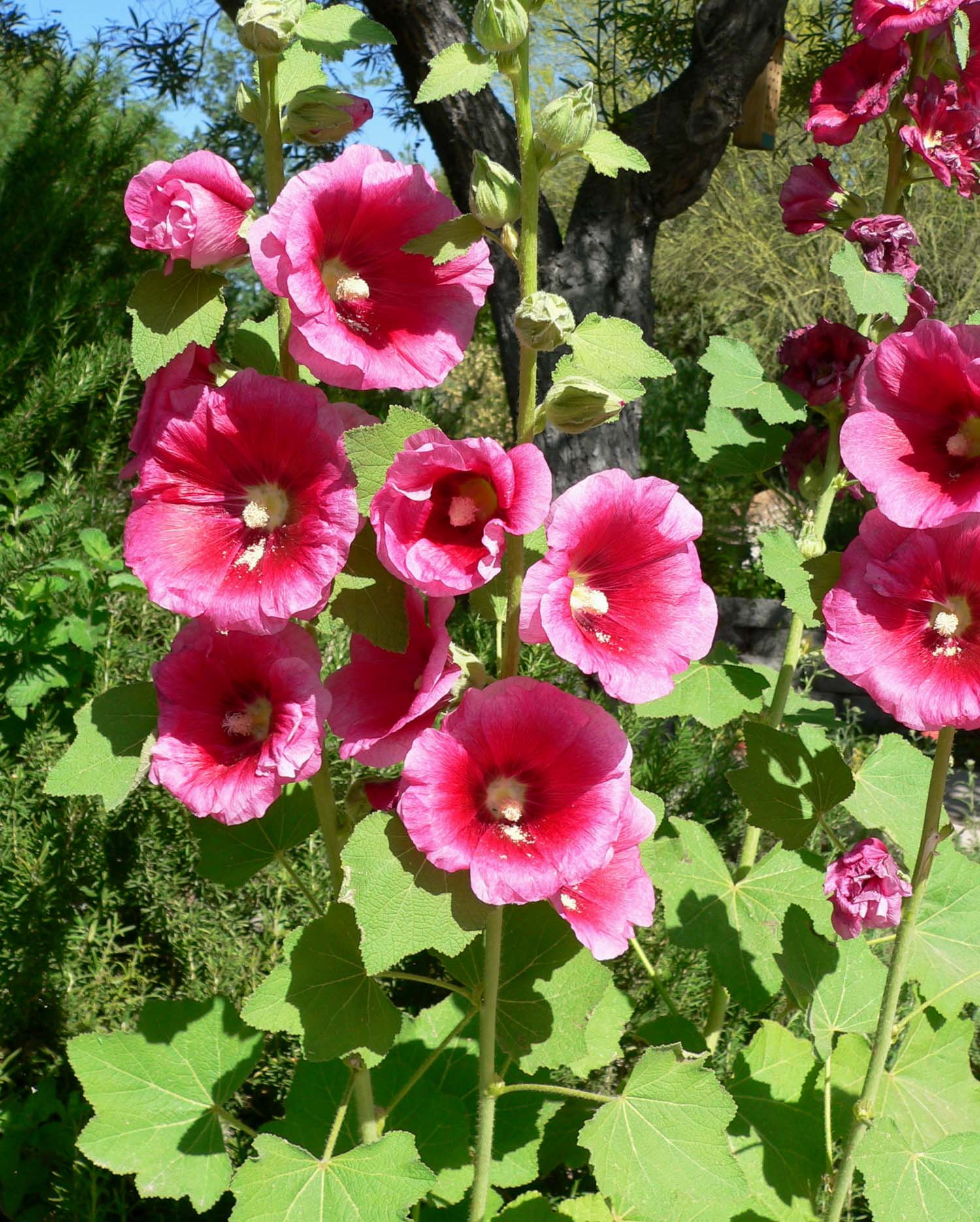
La rose trémière a trouvé dans la Saintonge et son climat particulièrement doux un terroir de prédilection.

Aux essences déjà méridionales du chêne vert (ou yeuse) et du cyste, s'ajoutent une forte présence de palmiers, figuiers, orangers et même oliviers. Il existe toutefois un contraste entre le littoral, assez sec et ensoleillé et l'intérieur des terres, davantage pluvieux. La pluviométrie passe ainsi de 750 mm sur le littoral à 950 mm en Haute-Saintonge.
Les relevés de la station météorologique de La Rochelle entre 1946 et 2000 permettent de déterminer quelques dates majeures au point de vue climatique en Charente-Maritime : ainsi, au cours de ce laps de temps, la température la plus froide est relevée le 15 février 1956 : −13,6 °C. Un pic de température (dépassé seulement au cours de la canicule de 2003) est atteint le 8 juillet 1982 avec près de 39 °C à l'ombre. Si 1953 est considérée comme l'année la plus sèche, 2000 est au contraire la plus pluvieuse.
La Charente-Maritime est le département français qui a été le plus durement touché par la tempête Martin du 27 décembre 1999. Les records nationaux de vents enregistrés ont été atteints avec 198 km/h sur l'île d'Oléron et 194 km/h à Royan.
Dans la nuit du 23 au 24 janvier 2009, la région est frappée par la tempête Klaus. Malgré des rafales de vent dépassant les 120 km/h, les dégâts relevés dans la commune demeurent relativement minimes au regard de la situation dans le Médoc tout proche.
Les côtes charentaises et vendéennes sont de nouveau durement éprouvées par la tempête Xynthia qui traverse la région dans la nuit du 28 février au 1er mars 2010. Des bourrasques de près de 140 km/h touchent la ville voisine de Royan.

#### Données générales
| Mois                              | jan. | fév. | mars | avril | mai  | juin | jui. | août | sep. | oct. | nov. | déc. | année |
| --------------------------------- | ---- | ---- | ---- | ----- | ---- | ---- | ---- | ---- | ---- | ---- | ---- | ---- | ----- |
| Température minimale moyenne (°C) | 3,4  | 2,8  | 5,4  | 7,4   | 10,7 | 13,7 | 15,8 | 15,7 | 13,7 | 10,5 | 6,3  | 3,9  | 9,2   |
| Température moyenne (°C)          | 5,9  | 6,9  | 8,7  | 11,1  | 14,3 | 17,5 | 19,8 | 19,6 | 17,8 | 14,2 | 9,4  | 6,6  | 12,7  |
| Température maximale moyenne (°C) | 8,5  | 9,9  | 12,1 | 14,7  | 17,9 | 21,3 | 23,8 | 23,5 | 21,8 | 18   | 12,6 | 9,2  | 16,1  |
| Ensoleillement (h)                | 84   | 111  | 174  | 212   | 239  | 272  | 305  | 277  | 218  | 167  | 107  | 85   | 2 250 |
| Précipitations (mm)               | 82,5 | 66,1 | 57   | 52,7  | 61,1 | 42,9 | 35,1 | 46,4 | 56,5 | 81,6 | 91,8 | 81,8 | 755,3 |

| Ville             | Ensoleillement · (h/an) | Pluie · (mm/an) | Neige · (j/an) | Orage · (j/an) | Brouillard · (j/an) |
| ----------------- | ----------------------- | --------------- | -------------- | -------------- | ------------------- |
| Médiane nationale | 1 852                   | 835             | 16             | 25             | 50                  |
| Semussac          | 2250                    | 755             | 4              | 13             | 26                  |
| Paris             | 1 717                   | 634             | 13             | 20             | 26                  |
| Nice              | 2 760                   | 791             | 1              | 28             | 2                   |
| Strasbourg        | 1 747                   | 636             | 26             | 28             | 69                  |
| Brest             | 1 555                   | 1 230           | 6              | 12             | 78                  |
| Bordeaux          | 2 070                   | 987             | 3              | 32             | 78                  |

## Urbanisme

### Typologie
Au 1er janvier 2024, Semussac est catégorisée bourg rural, selon la nouvelle grille communale de densité à 7 niveaux définie par l'Insee en 2022.
Elle est située hors unité urbaine. Par ailleurs la commune fait partie de l'aire d'attraction de Royan, dont elle est une commune de la couronne,. Cette aire, qui regroupe 26 communes, est catégorisée dans les aires de 50 000 à moins de 200 000 habitants,.

### Voies de communication et transports

#### Voies routières
La D.730, route de Royan à Bordeaux, traverse cette commune en tangentant le bourg par le nord.

#### Transports en commun
La ville est desservie par le réseau de transports urbains de Royan Cara'Bus, qui couvre une grande partie des communes de l’agglomération. La ligne 24, qui relie Cozes à la gare multimodale de Royan, plate-forme de correspondance, passe par Semussac, où deux stations ont été aménagées (Semussac-Zone d’activité et Semussac-Bourg).

#### Voies ferroviaires
Les gares SNCF en fonction les plus proches sont celles de Royan et de Saujon.

#### Transports aériens
L'aéroport le plus proche est celui de Rochefort-Saint-Agnant, à environ 35 kilomètres au nord. L'aéroport de La Rochelle-Île de Ré, à 65 kilomètres au nord, permet de relier quelques grandes villes françaises, comme Paris ou Lyon, ainsi que les Îles Britanniques ou l'Europe du Nord. À 90 kilomètres au sud-est de la commune, l'aéroport de Bordeaux - Mérignac est un aéroport international permettant des liaisons vers de nombreux pays.
L'aérodrome de Royan-Médis, à moins de 10 kilomètres, est réservé à l'aviation légère (incluant le parachutisme sportif, du printemps à l'automne).

### Lieux-dits et hameaux
Fontenille est un hameau situé à deux kilomètres au sud-ouest du bourg, il ne compte qu'une vingtaine d'habitants pendant toute l'année. En revanche, pendant les grandes vacances, la population atteint les 60 habitants.
Le village est entouré de champs de melons. Situé à 3,750 kilomètres de l'estuaire, il est composé de deux parties : au sud, la Basse Ville, et au nord, la Vieille Ville. Chez Reine voit sa population augmenter par suite de la construction de maisons individuelles.
Le hameau est rattaché à Semussac depuis 1927.

### Risques majeurs
Le territoire de la commune de Semussac est vulnérable à différents aléas naturels : météorologiques (tempête, orage, neige, grand froid, canicule ou sécheresse), mouvements de terrains et séisme (sismicité faible). Il est également exposé à un risque technologique, le transport de matières dangereuses. Un site publié par le BRGM permet d'évaluer simplement et rapidement les risques d'un bien localisé soit par son adresse soit par le numéro de sa parcelle.

#### Risques naturels

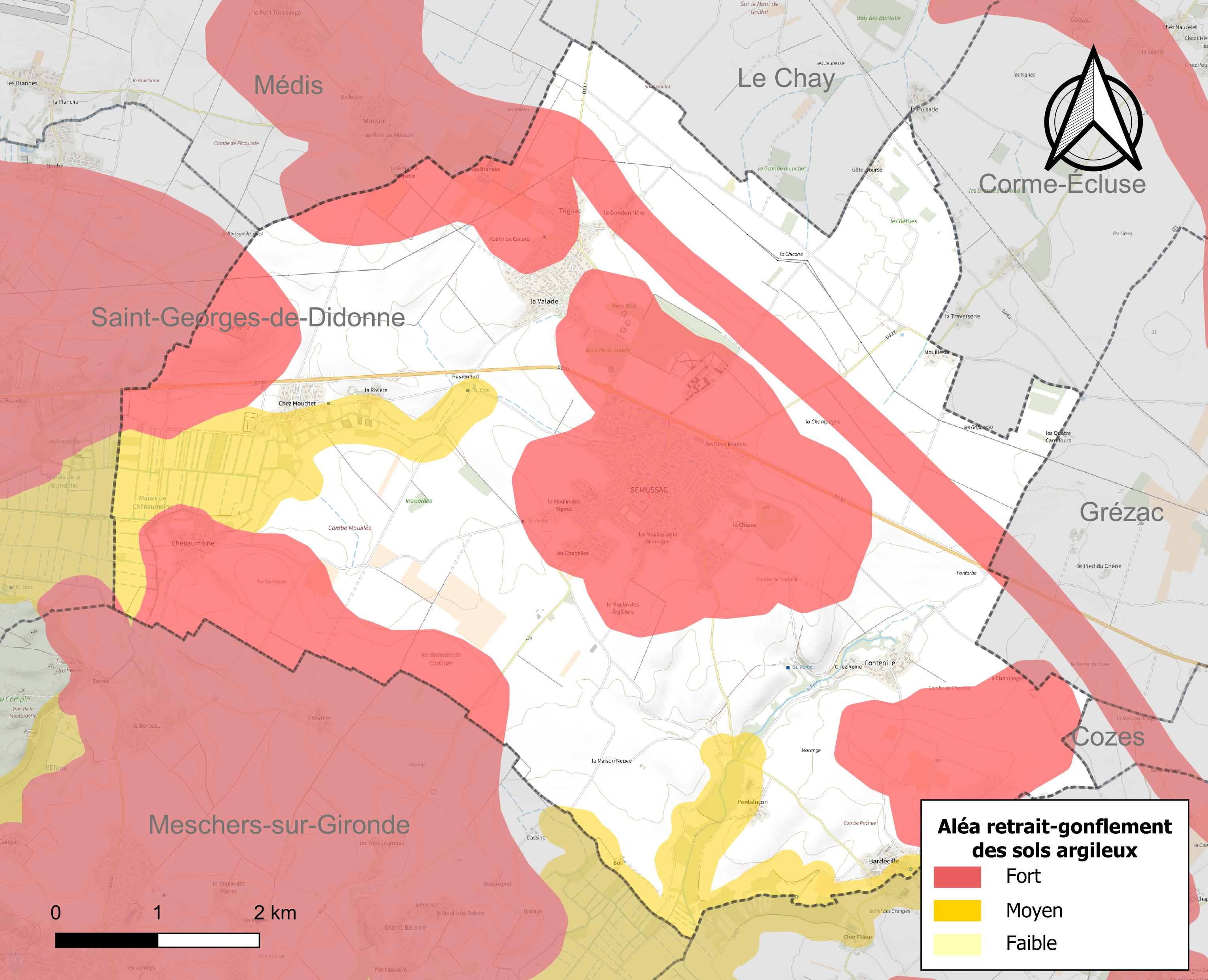
Carte des zones d'aléa retrait-gonflement des sols argileux de Semussac.

Les mouvements de terrains susceptibles de se produire sur la commune sont des tassements différentiels.
Le retrait-gonflement des sols argileux est susceptible d'engendrer des dommages importants aux bâtiments en cas d’alternance de périodes de sécheresse et de pluie. 49 % de la superficie communale est en aléa moyen ou fort (54,2 % au niveau départemental et 48,5 % au niveau national). Sur les 1 299 bâtiments dénombrés sur la commune en 2019, 1 009 sont en aléa moyen ou fort, soit 78 %, à comparer aux 57 % au niveau départemental et 54 % au niveau national. Une cartographie de l'exposition du territoire national au retrait gonflement des sols argileux est disponible sur le site du BRGM,.
Par ailleurs, afin de mieux appréhender le risque d’affaissement de terrain, l'inventaire national des cavités souterraines permet de localiser celles situées sur la commune.
La commune a été reconnue en état de catastrophe naturelle au titre des dommages causés par les inondations et coulées de boue survenues en 1982, 1993, 1999 et 2010. Concernant les mouvements de terrains, la commune a été reconnue en état de catastrophe naturelle au titre des dommages causés par la sécheresse en 2003 et par des mouvements de terrain en 1999 et 2010.

#### Risques technologiques
Le risque de transport de matières dangereuses sur la commune est lié à sa traversée par une ou des infrastructures routières ou ferroviaires importantes ou la présence d'une canalisation de transport d'hydrocarbures. Un accident se produisant sur de telles infrastructures est susceptible d’avoir des effets graves sur les biens, les personnes ou l'environnement, selon la nature du matériau transporté. Des dispositions d’urbanisme peuvent être préconisées en conséquence.

## Équipements et services

### Eau et déchets

#### Gestion de l'eau
Semussac dépend de l'agence de l'eau Adour-Garonne, établissement public chargé de la protection de l'eau et des milieux aquatiques dans le Grand Sud-Ouest. La ville dispose d'un château d'eau situé à Trignac, sur la route de Médis, du Chay et de Saujon.

#### Gestion des déchets
La collecte des ordures ménagères (conteneurs verts) est effectuée une fois par semaine, le samedi. Celle des emballages ménagers recyclables (conteneurs jaunes) est réalisée le mardi. Les ordures sont ensuite acheminées par camion vers le centre de transfert de Médis, puis, de là, des camions gros porteurs les acheminent vers le centre d'enfouissement de Clérac.
Des colonnes de recyclage du verre sont disponibles en de nombreux points de la commune, notamment dans la zone commerciale du Pré Chardon et près du stade.
Les déchèteries les plus proches sont situées à Grézac (près de Cozes) et à Arces. Le service est gratuit et réservé aux particuliers. Une déchèterie spécialisée est mise à disposition des professionnels à Saint-Sulpice-de-Royan, dans la ZA de La Queue de l'Âne.

## Économie

### Emploi
Le nombre d’emplois dans le secteur de Semussac était, selon les statistiques de l'Insee, de 305 en 2012, un chiffre en nette augmentation depuis 2007, où ils n'étaient que 278. Sur ces 305 emplois, 204 sont des emplois salariés, et 102 non salariés. Ces chiffres sont à replacer dans un contexte plus vaste, celui de l'agglomération royannaise, pôle d'emploi attractif du sud-ouest du département : rien qu'à Royan, ville-centre de ce pôle économique, l'Insee recensait 9902 emplois en 2009 (contre 8534 en 1999) — auxquels s'ajoutent des emplois saisonniers. De fait, l’essentiel des actifs travaillent en dehors de la commune : ils sont ainsi 82,8 % à exercer une activité à l’extérieur, essentiellement dans les autres communes de l’agglomération royannaise, mais aussi vers d'autres grands pôles d'emploi du département, essentiellement Saintes et Rochefort.
L’indicateur de concentration d'emploi est resté plus ou moins stable au cours de la période 2007-2012, avec une légère baisse (37,5 en 2007 et 35,5 en 2012). Le nombre d’actifs ayant un emploi dans la zone est en revanche passé de 743 en 2007 à 861 en 2012, et la part d’actifs de plus de 15 ans ayant un emploi est passée de 55 % à 56,8 % au cours de la même période. Le taux de chômage atteignait 11,2 % en 2012, et a suivi la tendance à la hausse observée au niveau national. Il n’était « que » de 10,4 % en 2007. Si le taux de chômage des hommes a baissé, passant de 9,4 % en 2007 à 8,7 % en 2012, celui des femmes a suivi une direction inverse, passant de 11,4 % en 2007 à 13,6 % en 2012.
Dans le domaine de la lutte contre le chômage, la commune dépend essentiellement des infrastructures situées à Royan : pôle-emploi, mission locale, Greta (centre de formation continue, au lycée de l'Atlantique). Une entreprise spécialisée dans le conseil et la formation professionnelle, « Hommes et Savoirs », est implantée dans la commune voisine de Saint-Georges-de-Didonne. L’association VIE, dont la mission est de favoriser l’insertion professionnelle des personnes sans emploi, met en relation chômeurs et particuliers pour la réalisation de petits travaux (entretien, ménage, garde d’enfants). L'ancien « point-emploi » de Cozes est devenu un des quatre « CR2i » (centre de ressources et d’informations intercommunal) de l'agglomération royannaise (avec ceux de Royan, Saujon et La Tremblade).
Les actifs forment la composante majoritaire de la population (74,5 %), et ont même connu une hausse par rapport à 2007 (ils ne représentaient alors que 70,3 % de la population). Ils sont suivis par les retraités et préretraités (13,8 %), les inactifs (6,1 %) et les élèves, étudiants et stagiaires (5,6 %).

### Entreprises et commerces
La commune est au cœur d'un bassin d'emploi particulièrement attractif, la zone d'emploi de Royan (issue de la partition de l'ancienne zone d'emploi Saintonge maritime, qui regroupait de nombreuses communes du Pays Rochefortais, du Pays Marennes-Oléron et du Pays Royannais), forte de 27 753 emplois en 2008. La zone d'emploi de Royan est, avec celle de La Rochelle, la plus dynamique de l'ex-région Poitou-Charentes, toutes deux profitant « d'un tissu économique et d'une démographie dynamiques » (Insee). La croissance y est particulièrement soutenue, du fait du développement des activités tertiaires.
176 établissements étaient recensés par les services de l'Insee au 31 décembre 2013, essentiellement de très petites entreprises et quelques Petites et moyennes entreprises : 21,6 % ont des effectifs compris entre 1 et 9 salariés, 2,8 % ont plus de 9 salariés. Le secteur du tourisme, du commerce et des services est désormais largement prédominant, représentant à lui seul 57,4 % du total. Vient ensuite le secteur de la construction (19,3 %), l’agriculture (13,6 %), l'administration publique, l'enseignement, la santé et l'action sociale (5,7 %) et l’industrie (4 %).
Semussac occupe une situation charnière entre deux bassins de vie, celui de Cozes, à dominante rurbaine, tourné vers l’arrière-pays, et celui de Royan, duquel elle se rapproche de plus en plus. La proximité du cœur d’agglomération (Saint-Georges-de-Didonne, Meschers-sur-Gironde et Royan) explique le développement de la commune et le passage d’une économie longtemps tournée vers les activités agricoles vers une économie de services et de tourisme.
Le commerce, qui se limitait à la fin des années 1990 à quelques commerces de proximité et accusait une profonde crise, a connu une reprise notable au début des années 2000, parallèlement à la croissance démographique de la commune. Non seulement les commerces de proximité du centre-ville se sont globalement maintenus, mais une zone d’activité, le Pré-Chardon, a vu le jour en marge de la route de Bordeaux. Elle abrite aussi bien des entreprises artisanales (agro-alimentaire, matériel agricole, peinture, terrassement, concessionnaires automobiles) que des activités purement commerciales, avec la présence d’un supermarché U Express et de plusieurs boutiques (boulangerie, tabac-presse, pizzeria, etc.) et services (lavage-auto, distributeur de billets, relais-colis, station-service 24h/24). Les centres commerciaux les plus proches sont situées à Royan (moins de dix kilomètres par la rocade de Royan) avec la zone commerciale Royan 2 (hypermarché E.Leclerc) et Val Lumière (hypermarché Intermarché). Le développement d’une troisième zone commerciale à Saint-Georges-de-Didonne (hypermarché U) est prévu près du quartier de Margite.
Les activités agricoles restent importantes dans la commune, en dépit d’une baisse régulière au profit des autres secteurs d’activité. La part de l’agriculture (13,6 %) dans l’économie locale est ainsi supérieure à la moyenne départementale (10,3 %). De fait, la commune accueille sur son sol un des principaux sites français de l’entreprise Soldive, spécialisée dans la production et la vente de melons et primeurs. L’entreprise née en 1963, implantée à Semussac en 1981, est désormais présente également en Guadeloupe, en Espagne, au Maroc et au Sénégal, et poursuit son développement tant à l’international que dans la région, avec la création d’un nouveau site de production et de vente à Breuillet en 2013 (à une quinzaine de kilomètres de la commune).
Jusqu’en 1993, année de sa fermeture définitive, Semussac a également accueilli une des principales laiteries de la région, la laiterie Loti. Créée en 1935, cette SARL a connu son heure de gloire dans les années 1950, où elle employait une soixantaine de personnes. Elle a produit jusqu’au début des années 1990 nombre de fromages, dont le camembert « Le Vieux Porche » ou le fromage pur crème « Le petit Semussacais », mais aussi les yaourts « Loti » et naturellement, du beurre Charentes-Poitou. Le site, laissé à l’abandon pendant des années, a été reconverti depuis en lotissements. La commune est également un important pôle céréalier, maraîcher et viticole, avec un développement notable des cultures biologiques.

## Toponymie
Le nom de la commune pourrait dériver de l'anthroponyme germanique Semunt, suivi du suffixe -acum.

## Histoire

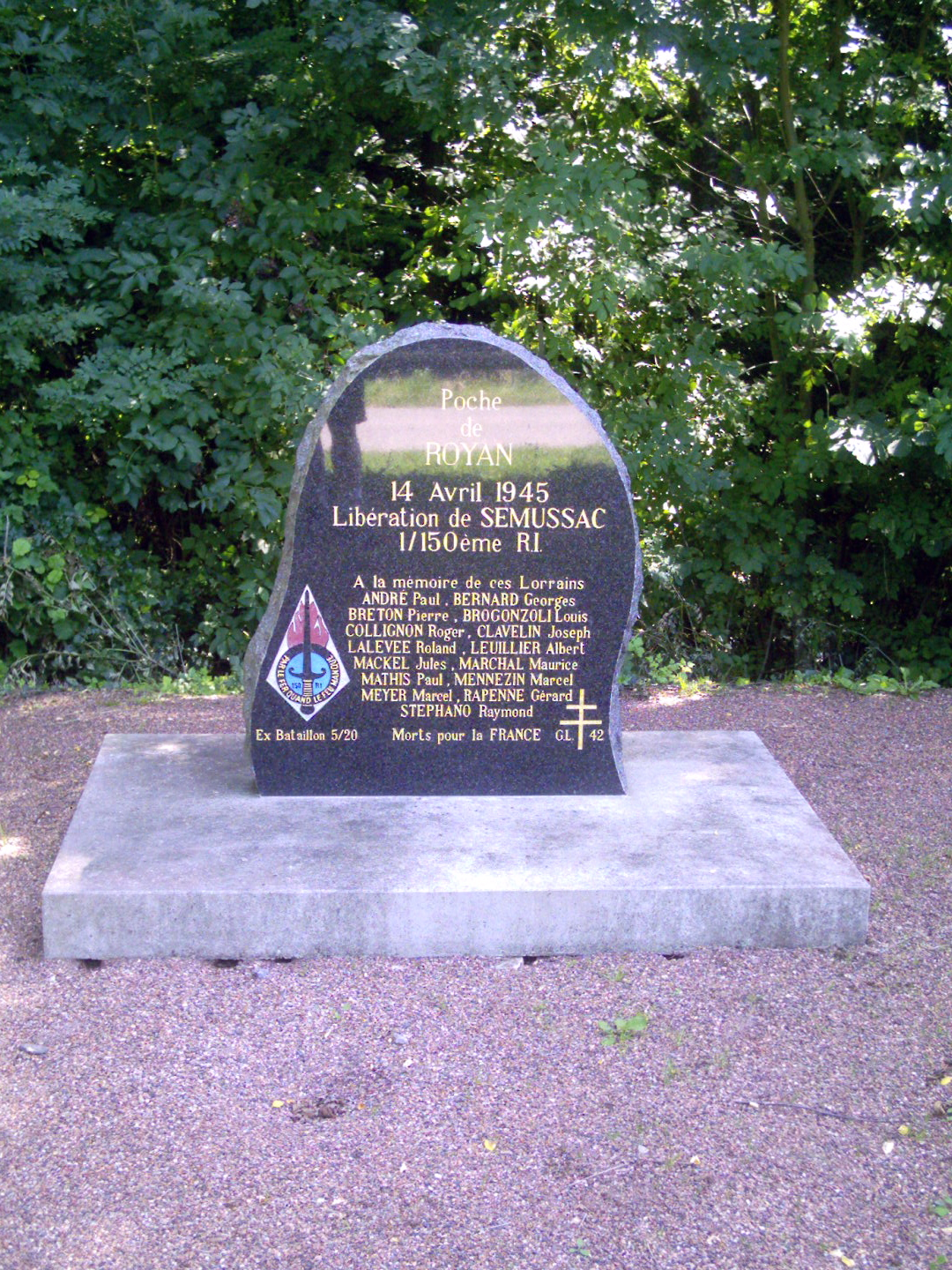
Monument commémoratif de la libération de Semussac à Vigneulles (Meurthe-et-Moselle).

La présence humaine sur le territoire de la commune est attestée dès le Néolithique comme en témoignent les vestiges d'un camp datant de la civilisation de Peu-Richard au lieu-dit Chez-Reine,. A proximité immédiate, la fouille du tumulus de la Motte Ronde a révélé la présence de traces de foyers, de quelques fragments de haches polies, de tessons de céramique, de petits nodules de fer et de vertèbres humaines. Ce tumulus utilisé dès l'âge du bronze fut réutilisé plus tardivement.
C'est par Semussac que passait une des voies romaines appelées Viæ vicinales; on a déterré autrefois, dans cette commune, entre La Valade et Trignac, une voûte souterraine, sans doute œuvre des Romains.
Cette commune était anciennement le siège de la baronnie de Didonne, dont le maréchal de Sénectère était seigneur suzerain. Le château de ce nom, où ce maréchal est mort, a été construit au commencement du XVIe siècle.
L'église du lieu a été (re)bâtie en 1780.
Le hameau de Chenaumoine abrite le tombeau du pasteur Jean Jarousseau, lieu chargé d'histoire pour les protestants.
Dans les derniers mois de la Seconde Guerre mondiale, Semussac faisait partie de la poche de Royan. La commune n'a été libérée que le 14 avril 1945.

## Administration

### Administration municipale
De 1789 à 1799, en vertu de la loi du 14 décembre 1789, les agents municipaux (maires) sont élus au suffrage direct pour deux ans et rééligibles, par les citoyens actifs de la commune âgés d'au moins 25 ans, contribuables payant une contribution au moins égale à trois journées de travail dans la commune. Sont éligibles ceux qui paient un impôt équivalent au moins à dix journées de travail.

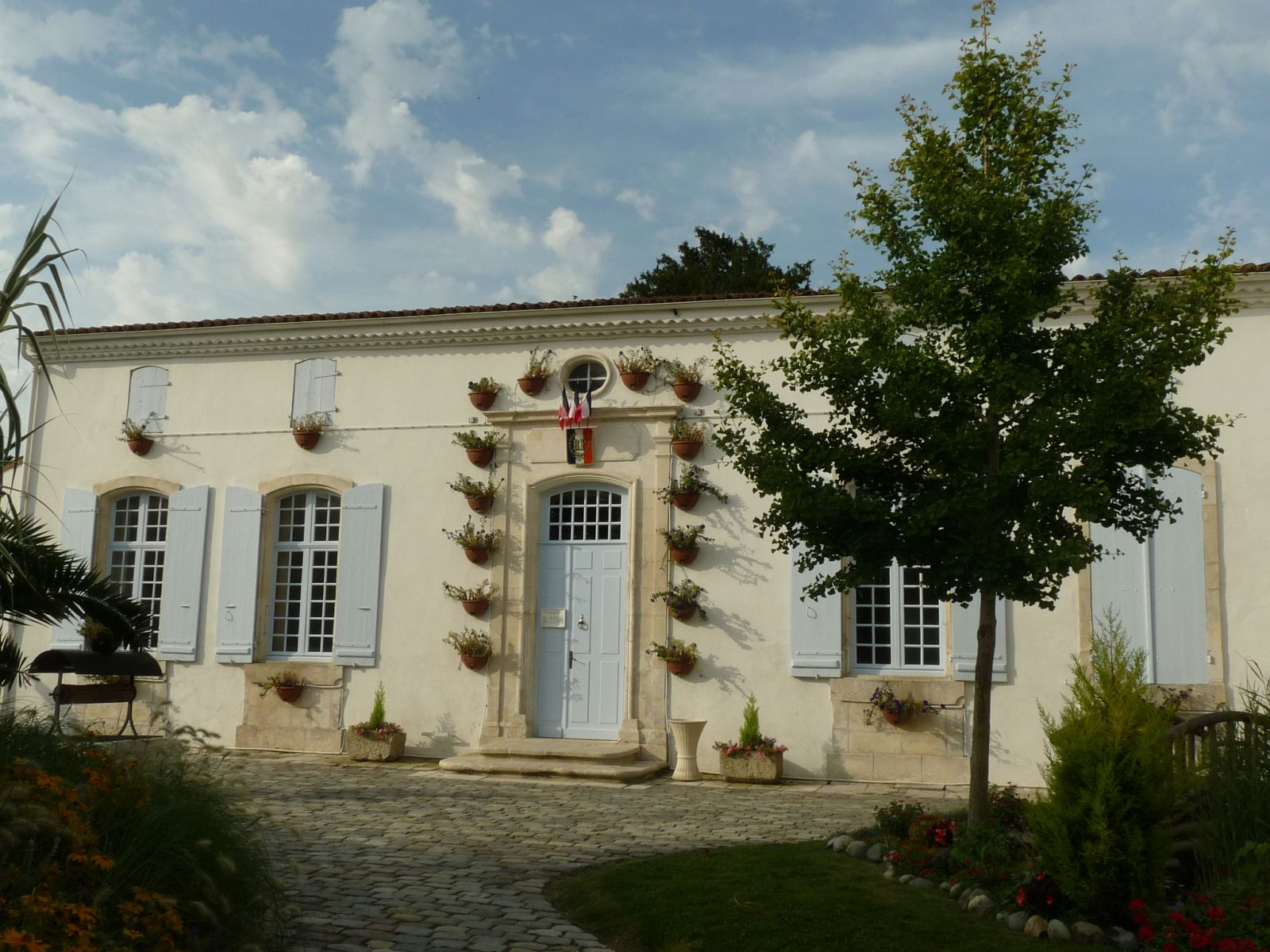
La mairie de la commune.

De 1799 à 1848, La constitution du 22 frimaire an VIII (13 décembre 1799) revient sur l’élection du maire, les maires sont nommés par le préfet pour les communes de moins de 5 000 habitants. La Restauration instaure la nomination des maires et des conseillers municipaux. Après les lois organiques 1831, les maires sont nommés (par le roi pour les communes de plus de 3 000 habitants, par le préfet pour les plus petites), mais les conseillers municipaux sont élus au suffrage censitaire pour six ans.
Du 3 juillet 1848 à 1851, les maires sont élus par le conseil municipal pour les communes de moins de 6 000 habitants.
De 1851 à 1871, les maires sont nommés par le préfet, pour les communes de moins de 3 000 habitants et pour 5 ans à partir de 1855. Après 1871, les maires sont de nouveau élus, sauf dans les chefs-lieux (de départements, d'arrondissements ou de cantons).
Ce n'est que le 28 mars 1882, qu'une loi sur l’organisation municipale (encore en vigueur) est votée, et qui régit le principe de l'élection du maire et des adjoints par le conseil municipal, quelle que soit l'importance de la commune (sauf pour Paris). La loi du 5 avril 1884 fixe le mandat à quatre ans, durée portée le 10 avril 1929 à six ans.
De par sa taille, la commune dispose d'un conseil municipal de 19 membres (article L2121-2 du Code général des collectivités territoriales).

### Liste des maires
| Période                                  | Période                      | Identité      | Étiquette    | Qualité |
| ---------------------------------------- | ---------------------------- | ------------- | ------------ | --- |
| Les données manquantes sont à compléter. |                              |               |              | |
| ?                                        | mars 1983                    | Elie Guillot  |              | Chef d'entreprise                                                                                                |
| mars 1983                                | mars 1989                    | Paul Moreau   |              | Premier adjoint au maire (1977 → 1983)                                                                           |
| mars 1989                                | mars 2008                    | Michel Reutin | Centre droit | Ancien employé de banque Vice-président de la CA Royan Atlantique                                                |
| mars 2008                                | En cours (au 4 octobre 2024) | Michèle Carré | DVD          | Salariée du secteur médical Réélue en 2014 et 2020 Réélue en 2024 à la suite d'une élection municipale partielle |

### Région
À la suite de la réforme administrative de 2014 ramenant le nombre de régions de France métropolitaine de 22 à 13, la commune appartient depuis le 1er janvier 2016 à la région Nouvelle-Aquitaine, dont la capitale est Bordeaux. De 1972 au 31 décembre 2015, elle a appartenu à la région Poitou-Charentes, dont le chef-lieu était Poitiers.

### Canton
Semussac appartient au canton de Saujon. Avant le redécoupage cantonal de 2014 (entré en application au mois de mars 2015), la commune appartenait au canton de Cozes.

### Intercommunalité
Semussac est une des 33 communes de la Communauté d'agglomération Royan Atlantique, structure intercommunale centrée sur Royan.

### Instances judiciaires
Semussac dépend du tribunal d'instance et du conseil de prud'hommes de Rochefort, du tribunal de grande instance, du tribunal pour enfants et du tribunal de commerce de La Rochelle, du tribunal administratif et de la cour d'appel de Poitiers. La cour administrative d'appel est à Bordeaux

### Fiscalité locale
| Taxe                                                | part communale | Part intercommunale | Part départementale | Part régionale |
| --------------------------------------------------- | -------------- | ------------------- | ------------------- | -------------- |
| Taxe d'habitation (TH)                              | 11,42 %        | 0,00 %              | 7,12 %              | 0,00 %         |
| Taxe foncière sur les propriétés bâties (TFPB)      | 17.06 %        | 0,00 %              | 14,01 %             | 3,32 %         |
| Taxe foncière sur les propriétés non bâties (TFPNB) | 45.89 %        | 0,00 %              | 29,17 %             | 8,63 %         |
| Cotisation foncière des entreprises (CFE)           | 0,00 %         | 22,54 %             | 0,00 %              | 0,00 %         |

La part régionale de la taxe d'habitation n'est pas applicable.
La taxe professionnelle est remplacée en 2010 par la cotisation foncière des entreprises (CFE) portant sur la valeur locative des biens immobiliers et par la contribution sur la valeur ajoutée des entreprises (CVAE) (les deux formant la contribution économique territoriale (CET) qui est un impôt local instauré par la loi de finances pour 2010).

### Jumelages
Au 1er janvier 2016, Semussac n'est liée par aucun accord de jumelage.

## Population et société

### Démographie

#### Évolution démographique
L'évolution du nombre d'habitants est connue à travers les recensements de la population effectués dans la commune depuis 1793. Pour les communes de moins de 10 000 habitants, une enquête de recensement portant sur toute la population est réalisée tous les cinq ans, les populations de référence des années intermédiaires étant quant à elles estimées par interpolation ou extrapolation. Pour la commune, le premier recensement exhaustif entrant dans le cadre du nouveau dispositif a été réalisé en 2007.

En 2022, la commune comptait 2 532 habitants, en évolution de +8,44 % par rapport à 2016 (Charente-Maritime : +4,04 %, France hors Mayotte : +2,11 %).
| 1793 | 1800 | 1806 | 1821 | 1831 | 1836 | 1841 | 1846 | 1851 |
| ---- | ---- | ---- | ---- | ---- | ---- | ---- | ---- | ---- |
| 821  | 770  | 690  | 867  | 923  | 922  | 962  | 987  | 937  |

| 1856 | 1861 | 1866 | 1872 | 1876 | 1881 | 1886 | 1891 | 1896 |
| ---- | ---- | ---- | ---- | ---- | ---- | ---- | ---- | ---- |
| 966  | 983  | 940  | 923  | 906  | 833  | 789  | 767  | 697  |

| 1901 | 1906 | 1911 | 1921 | 1926 | 1931 | 1936 | 1946 | 1954 |
| ---- | ---- | ---- | ---- | ---- | ---- | ---- | ---- | ---- |
| 718  | 740  | 707  | 725  | 690  | 711  | 741  | 675  | 839  |

| 1962 | 1968 | 1975 | 1982  | 1990  | 1999  | 2006  | 2007  | 2012  |
| ---- | ---- | ---- | ----- | ----- | ----- | ----- | ----- | ----- |
| 863  | 902  | 933  | 1 006 | 1 208 | 1 417 | 1 778 | 1 829 | 2 128 |

| 2017  | 2022  | - | - | - | - | - | - | - |
| ----- | ----- | - | - | - | - | - | - | - |
| 2 333 | 2 532 | - | - | - | - | - | - | - |

#### Pyramide des âges
La population de la commune est relativement jeune.
En 2018, le taux de personnes d'un âge inférieur à 30 ans s'élève à 28,7 %, soit très légèrement en dessous de la moyenne départementale (29 %). À l'inverse, le taux de personnes d'âge supérieur à 60 ans est de 32,7 % la même année, alors qu'il est de 34,9 % au niveau départemental.
En 2018, la commune comptait 1 160 hommes pour 1 219 femmes, soit un taux de 51,24 % de femmes, légèrement inférieur au taux départemental (52,15 %).
Les pyramides des âges de la commune et du département s'établissent comme suit.
| Hommes | Classe d’âge | Femmes |
| ------ | ------------ | ------ |
| 0,4    | 90 ou +      | 0,6    |
| 8,9    | 75-89 ans    | 7,5    |
| 22,5   | 60-74 ans    | 25,6   |
| 20,2   | 45-59 ans    | 19,8   |
| 17,5   | 30-44 ans    | 19,6   |
| 12,6   | 15-29 ans    | 9,6    |
| 18,1   | 0-14 ans     | 17,3   |

| Hommes | Classe d’âge | Femmes |
| ------ | ------------ | ------ |
| 1,1    | 90 ou +      | 2,6    |
| 10,1   | 75-89 ans    | 12,6   |
| 22     | 60-74 ans    | 23,2   |
| 20,1   | 45-59 ans    | 19,7   |
| 16,1   | 30-44 ans    | 15,6   |
| 15,2   | 15-29 ans    | 12,7   |
| 15,4   | 0-14 ans     | 13,6   |

### Enseignement
La commune de Semussac dépend de l’académie de Poitiers (zone A). Les infrastructures publiques comprennent une école maternelle, dont les effectifs sont de près de 70 élèves pour l’année scolaire 2015-2016, et une école primaire, dont les effectifs sont de près de 110 élèves pour la même période. Ces deux établissements ont été agrandis et rénovés en 2010, avec notamment une nouvelle salle de motricité à l'école maternelle. Tous deux disposent d’un restaurant scolaire accueillant les élèves à partir de trois ans, mais non d’internat.
La réforme des rythmes scolaires a été mise en place à partir de la rentrée 2014, avec des activités et ateliers variés chaque mardi et vendredi après-midi (athlétisme, tchoukball, zumba, bande dessinée, scrapbooking). Au contraire des autres communes de l’agglomération royannaise (Étaules excepté), une participation financière forfaitaire est demandée aux parents. Un service de garderie est proposé par les écoles le mercredi, de la fin des cours à 12 heures 30. Enfin, certains enfants en situation de handicap nécessitant une prise en charge adaptée sont dirigés vers l’école de Marne-Yeuse à Royan, où une classe pour l’inclusion scolaire a été mise en place.
Les élèves du second cycle sont normalement dirigés vers le collège des Vieilles Vignes de Cozes, la commune dépendant du secteur scolaire de cette ville. Du fait de la proximité des villes de Royan et de Saujon, des dérogations sont parfois accordées aux parents travaillant dans ces secteurs. À partir de la classe de Seconde, les élèves semussacais peuvent poursuivre leurs études dans les lycées de Royan (enseignement général et technologique et enseignement professionnel). Les universités et Grandes écoles les plus proches sont situées à La Rochelle (environ 60 kilomètres au nord) et à Bordeaux (environ 90 kilomètres au sud).
Le transport scolaire a été confié à la société de transports urbains de la communauté d’agglomération Royan Atlantique (Cara'Bus). La ligne 24 est une ligne régulière, et les lignes 110, 111 et 113 sont des lignes scolaires dont le terminus est le lycée Cordouan.

### Politique jeunesse
Deux commissions municipales se chargent de la politique enfance et jeunesse. Le fort accroissement démographique de la commune, et la présence de nombreux jeunes couples a nécessité la création d’une micro-crèche municipale (structure multi-accueil pour la petite enfance), baptisée « Les petits petons ». Les enfants y sont pris en charge entre deux mois et trois ans, du lundi au vendredi de 8 heures à 18 heures 30. La capacité d’accueil de cette structure est pour l’heure d’une dizaine d’enfants, et devrait évoluer dans les années à venir, en fonction du développement de la commune. D’autres crèches sont présentes au sein de l’agglomération royannaise (douze structures d’accueil au total), certaines dans les proches environs de la commune (Meschers-sur-Gironde, Saint-Georges-de-Didonne, Saujon et Cozes). L’agglomération royannaise dispose en outre de quatre relais accueil petite enfance, où parents, enfants et professionnels peuvent se rencontrer. Semussac dépend du relais d’Épargnes (secteur Sud), mais le plus proche est celui de Royan (secteur Ouest).
La commune adhère au Sivom enfance et jeunesse de Cozes, ville où est implanté le centre aéré du secteur. Les enfants y sont accueillis pendant les vacances scolaires, où des animations adaptées leur sont proposées en fonction de leur âge. Un autre centre aéré (centre d’animation et de loisir municipal) est situé à Saint-Georges-de-Didonne, à quelques kilomètres de la commune.

### Santé
La commune dispose depuis 2015 d’un cabinet médical regroupant médecins généralistes, dentiste, infirmières, kinésithérapeute et ostéopathe. Plusieurs infirmières à domicile exercent sur son territoire.
Le centre hospitalier public le plus proche (centre hospitalier de Royan ou CHR Malakoff) se situe à Vaux-sur-Mer. Il dispose d'un service d'urgences. À une trentaine de kilomètres de la commune, le centre hospitalier de Saintonge, à Saintes, plus grand hôpital du département, offre une palette de soins étendue, ainsi qu’un service de maternité. Les cas les plus graves sont transportés au centre hospitalier universitaire de Bordeaux. Enfin, la ville voisine de Saint-Georges-de-Didonne dispose d’une polyclinique privée.
Semussac ne dispose pas encore de pharmacie : les plus proches sont situées à Cozes, Saint-Georges-de-Didonne (trois pharmacies), Meschers-sur-Gironde et Médis.

### Sécurité
La commune, dont la sécurité a longtemps été confiée à un garde-champêtre, a créé le 1er janvier 2016 un poste de gardien de police municipale, avec mission de police administrative et judiciaire, de maintien de l’ordre public et exécution des arrêtés de police du maire. La gendarmerie du secteur est située à Cozes.
Les postes de secours des pompiers les plus proches sont situés à Cozes, Meschers-sur-Gironde et Saujon. Le centre de secours principal est situé à Royan.

### Sports
La commune dispose d’un stade municipal, le stade Marius Vallet, situé rue du Fief de la Montagne. Il se compose d’un terrain de football en gazon naturel et est doté de tribunes couvertes pour l’accueil du public. L’équipe locale, le JSS Semussac, créée en 1970, y évolue à domicile et y organise ses entraînements. Les plus jeunes (benjamins) sont entraînés avec l’équipe voisine du FC Saint-Georges-de-Didonne.

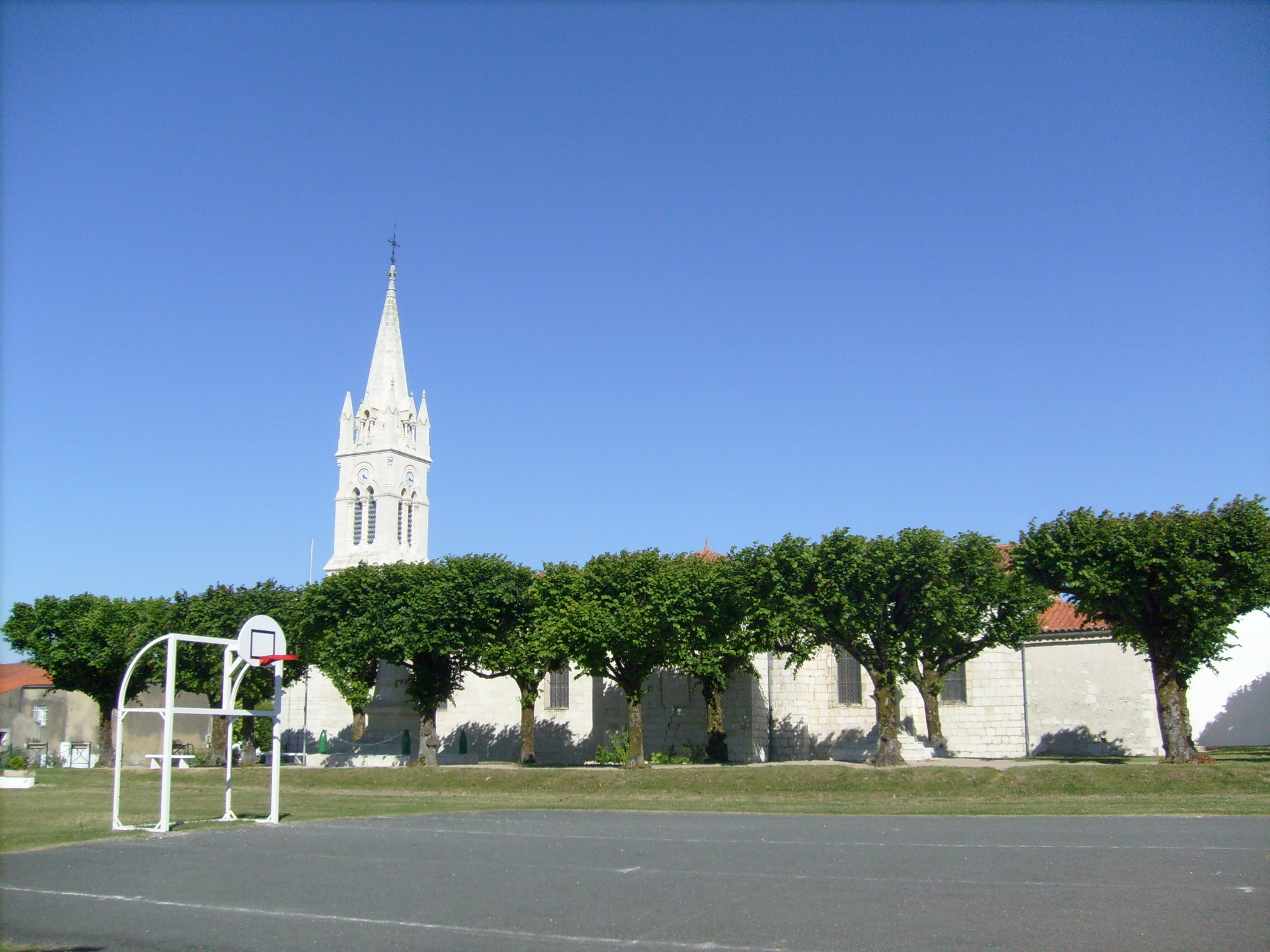
Terrain de basketball en accès libre sur la place de l'église.

Le stade a été réaménagé à partir de 2009, avec notamment la création d’un nouveau vestiaire de 184 mètres carrés, inauguré le 7 novembre 2009 en présence de Dominique Bussereau. La ville dispose également d’un gymnase, d’un dojo, d’un complexe de tennis (deux courts extérieurs et un court couvert) et d’un terrain de basketball en plein air et en accès libre sur la place de l’église.
Parmi les associations sportives de la commune, le JSS Semussac se compose d’une section football et d’une section basketball. Semussac accueille également un club de judo, une association de gymnastique, un club de yoga, un club de randonnée pédestre et un club de tennis, le Semussac Tennis Club. Les infrastructures semussacaises sont complétées par celles des autres communes de l'agglomération royannaise (stades, gymnases, piscines de Royan, Saujon et de Cozes, bases nautiques de Meschers-sur-Gironde, Saint-Georges-de-Didonne, Royan, Saint-Palais-sur-Mer ou Ronce-les-Bains, hippodrome de la Côte de Beauté, golf de Royan, bike park de Meschers et de Royan à Maisonfort, etc.), qui permettent de pratiquer de nombreux autres sports.
Semussac accueille régulièrement le rallye Dunes et Marais, qui passe par de nombreuses communes du Pays Royannais.

### Médias

#### Télévision
Les émetteurs de Royan-Vaux-sur-Mer (et de façon plus aléatoire, Niort-Maisonnay et Bordeaux-Bouliac) permettent la réception des chaînes de la télévision numérique terrestre. Royan-Vaux-sur-Mer et Niort-Maisonnay reprennent les émissions de France 3 Poitou-Charentes ainsi que le décrochage local France 3 Atlantique, ce qui n'est pas le cas de Bordeaux-Bouliac, qui reprend exclusivement France 3 Aquitaine et le décrochage local France 3 Bordeaux-Métropole. L'émetteur de Bordeaux-Bouliac diffuse également une chaîne de télévision locale, TV7 Bordeaux. Cet émetteur de forte puissance a débuté la diffusion d'un multiplex permettant la réception de chaînes de télévision haute définition (HD).

#### Radio
La plupart des radios nationales présentes dans le département peuvent être écoutées dans la commune. Les informations départementales sont relayées par la station de radio publique France Bleu La Rochelle; cependant, France Bleu Gironde peut également être reçue, mais de façon plus ou moins aléatoire. Les stations de radio locales pouvant être écoutées dans la commune sont principalement Demoiselle FM (généraliste, émettant depuis Rochefort, qui dispose de locaux dans la commune), Terre Marine FM (techno, dance et musiques électroniques, émettant depuis Fouras), Wit FM (généraliste, émettant depuis Bordeaux), Mixx FM (techno, dance et musiques électroniques, émettant depuis Cognac et reprise par le réémetteur de Saintes), et RCF Accords Charente-Maritime (religieuse, émettant depuis La Rochelle).

#### Presse
La presse locale est représentée par le quotidien Sud Ouest, dont le siège est à Bordeaux, et qui dispose d'une rédaction locale à Royan, et par l'hebdomadaire Le Littoral de la Charente-Maritime, dont le siège est à Marennes et dont le tirage s'élève à 8 500 exemplaires par semaine.

#### Internet haut débit
Un répartiteur téléphonique est implanté dans la commune. En 2013, il est dégroupé par plusieurs opérateurs alternatifs (SFR, Free et Bouygues Telecom). L'ADSL et l'ADSL 2+ couvrent la commune.

### Cultes
Semussac est sur l'espace du diocèse catholique de La Rochelle et Saintes, lui-même subdivision de la province ecclésiastique de Poitiers depuis 2002 (de la province ecclésiastique de Bordeaux avant cette date), au doyenné de Royan et à la paroisse Notre-Dame de l’estuaire, centrée sur Cozes, qui regroupe douze communes du sud du Pays Royannais. La messe est célébrée suivant un calendrier tournant dans les différentes communes de la paroisse. Elle l’est également un dimanche sur deux en alternance en l’église Saint-Georges de Saint-Georges-de-Didonne et en l’église Saint-Saturnin de Meschers-sur-Gironde.
Semussac n’abrite pas de temple de l’Église réformée. La commune dépend de l’Église protestante unie de Saintes-Sud-Saintonge. Le culte est célébré en alternance dans les temples de Cozes, Meschers-sur-Gironde, Gémozac, Mortagne-sur-Gironde, Saint-Fort-sur-Gironde et Pons. Le culte est également célébré chaque dimanche au temple protestant de Royan.
Les autres confessions ne disposent pas de lieu de culte dans la commune.

### Associations
Le tissu associatif de la commune est constitué d'organisations œuvrant dans les domaines sportifs, culturels ou des loisirs. La ville accueille ainsi un foyer rural proposant des activités variées à destination de toutes les tranches d’âge (informatique, jeux de société, peinture, randonnées, arts créatifs, voyages), un club folklorique baptisé « Les Efournigeas » et plusieurs associations sportives (football, basketball, tennis, arts martiaux, gymnastique…).

## Culture locale et patrimoine

### Lieux et monuments

#### Château de Didonne
Les premières traces de la famille de Didonne remontent au XIe siècle. Le château fut bâti dans la première moitié du XVIIIe siècle.

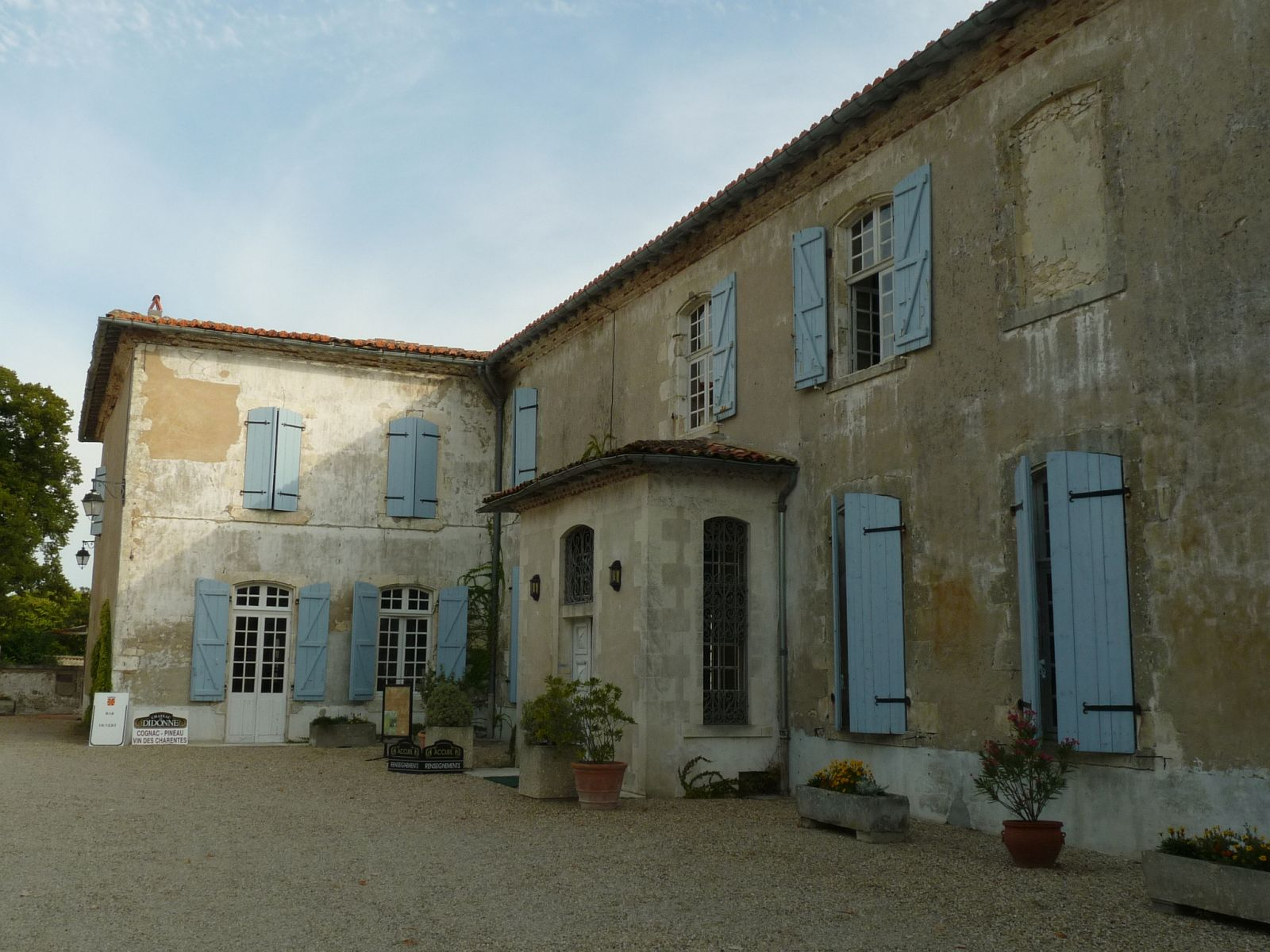
Le château de Didonne a été entièrement reconstruit au XVIIIe siècle.

On peut distinguer deux périodes de construction du château. La partie formant l’actuelle demeure (l'ancienne aile latérale) a été vraisemblablement construite vers 1730 par Marie de Bechillon ou par son fils, le marquis de Sénectère.
Celui-ci en fit sa principale résidence de campagne. Il en agrandit considérablement ses terres en achetant celle du marquisat de Pisany vers 1738, des baronnies d’Arvert et de Saujon vers 1758, de la châtellerie du Chay en 1764, de la seigneurie de Chesnaumoine (Chênaumoine) et enfin d'une partie de celle de Brézillas. Il y mourut à 85 ans, et son fils (le Comte de Sénectère) continua l'œuvre de son père. Ses domaines passèrent ensuite à sa fille, mariée au marquis d’Armentières.
Après la Révolution, la propriété de Didonne fut vendue par l’État à MM. Bouyer, Lambert & Cie qui le céda au Comte Alfred de la Grendière, maire de Semussac, puis maire de Royan. Celui-ci modifia le château pour lui donner sa forme actuelle.
En 1979, il fut acheté avec ses 40 hectares de terrain par les agriculteurs de la Coopérative Agricole Cozes-Saujon afin d’y promouvoir leurs productions, en particulier viticoles.
En 1981 est ouvert dans les dépendances du château le musée du matériel agricole qui est resté actif jusqu'en 2006.
Revendu plusieurs fois, il est transformé en hôtel et restaurant de charme.

#### Église Saint-Étienne
L’église actuelle succède à une église romane qui occupait le même emplacement. Mal entretenue et devenue vétuste au fil des siècles, elle menace de tomber en ruine lorsque le comte de Sénectère, seigneur de Didonne et de Semussac, propose à la communauté paroissiale de construire un nouvel édifice.

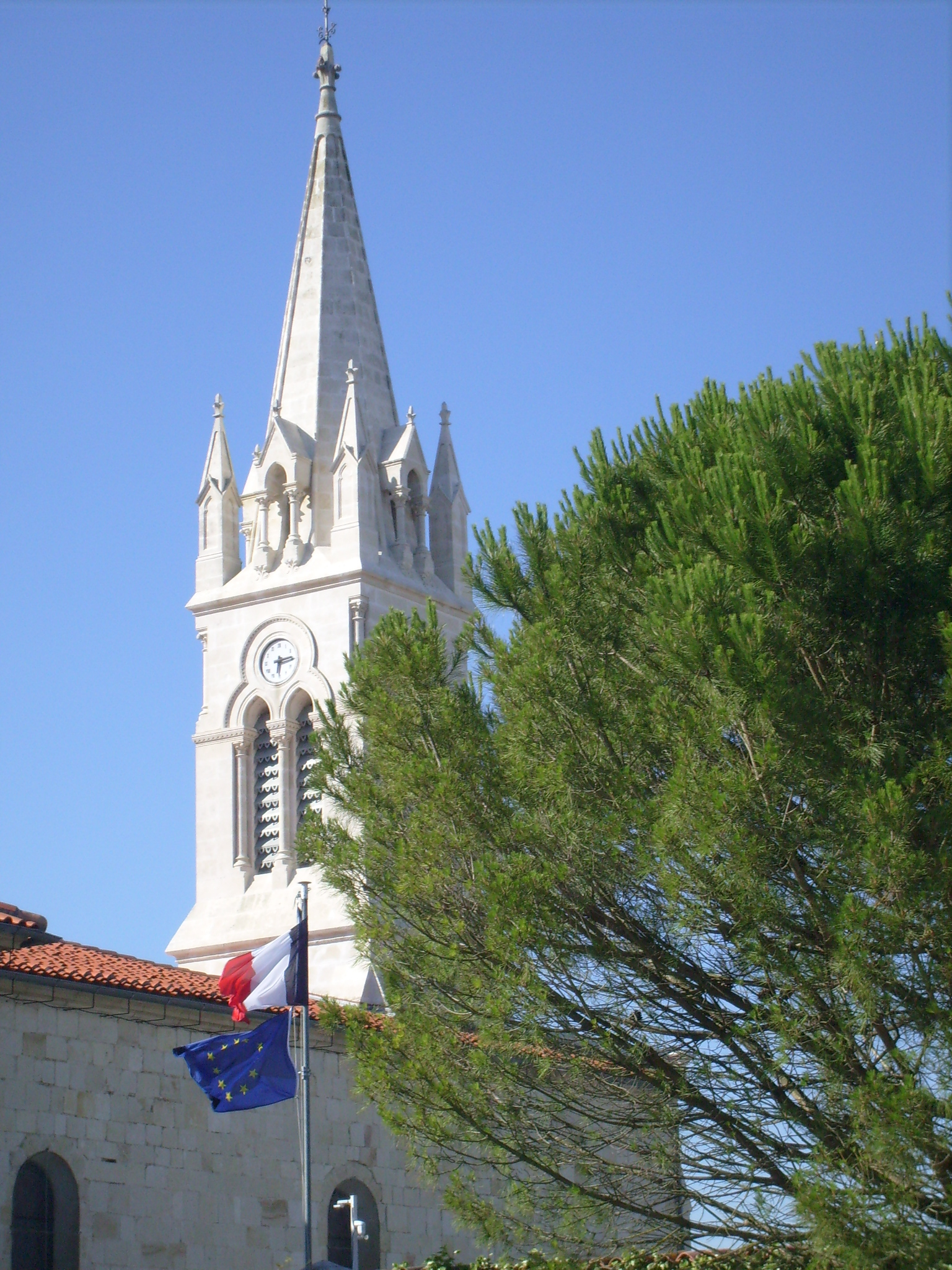
L'église Saint-Étienne vue depuis la cour de la mairie.

Le sujet n’est clairement pas une priorité pour les habitants qui, réunis en assemblée au mois de février 1771, ne sont guère plus d’une dizaine à délibérer, et conviennent qu’une simple réparation de l’ancien sanctuaire pourrait tout aussi bien convenir. Une assemblée capitulaire, réunie le dimanche 2 avril de la même année, débloque la situation et il est finalement décidé de reconstruire l’église paroissiale, à condition de réemployer le plus de matériaux possibles afin de limiter les coûts. Les travaux commencent rapidement et seulement trois ans plus tard, le 22 novembre 1774, l’église est bénie et ouverte au culte au cours d’une cérémonie solennelle en présence de Monsieur Étienne de la Sale, prieur de Semussac, de Monsieur Vanson, curé-archiprêtre d’Arvert, et de Monsieur le comte de Sénectère, seigneur de Didonne.
Pourtant, rapidement, des signes de faiblesse apparaissent au niveau du clocher, que le syndic de la paroisse, Jacques Guillot, propose de faire abattre en 1788 pour le remplacer par un simple clocheton. Le développement de la population catholique au cours du XIXe siècle nécessite d’agrandir l’église, et une campagne de travaux débute en 1877 sous la conduite de l’architecte Eustase Rullier, également maître-d’œuvre de l’église Notre-Dame des Anges de Pontaillac, à Royan. La nef est prolongée et le clocher-porche actuel est édifié, donnant à l’église l’aspect qu’elle conserve aujourd’hui.
L’intérieur, très simple, se compose d’un vaisseau unique flanqué de deux petits croisillons et d’un chœur couvert de voûtes en berceau surbaissé. L’arrière de la façade abrite une tribune néo-gothique. L’ancien presbytère, édifié en 1729, et devenu en 1980 la mairie de la commune, conserve en façade une pierre sculptée provenant de l’ancienne église romane, qui semble dater du XIe siècle.

#### Aux alentours
La commune bénéficie d’une situation la plaçant à la fois aux portes du cœur d’agglomération (Royan et sa proche banlieue) tout en restant proche de la campagne environnante et des villes plus modestes de la deuxième couronne (Cozes ou Saujon).
La ville de Royan, surnommée « La perle de l’Atlantique », compte parmi les plus anciennes et les plus importantes stations balnéaires de la côte atlantique française. Son développement est contemporain des autres grandes villes balnéaires de la région, telles qu’Arcachon ou Biarritz. Distante d’un peu plus de dix kilomètres du centre-ville de Semussac, Royan est réputée à la fois pour ses cinq plages de sable fin et pour son architecture moderniste.

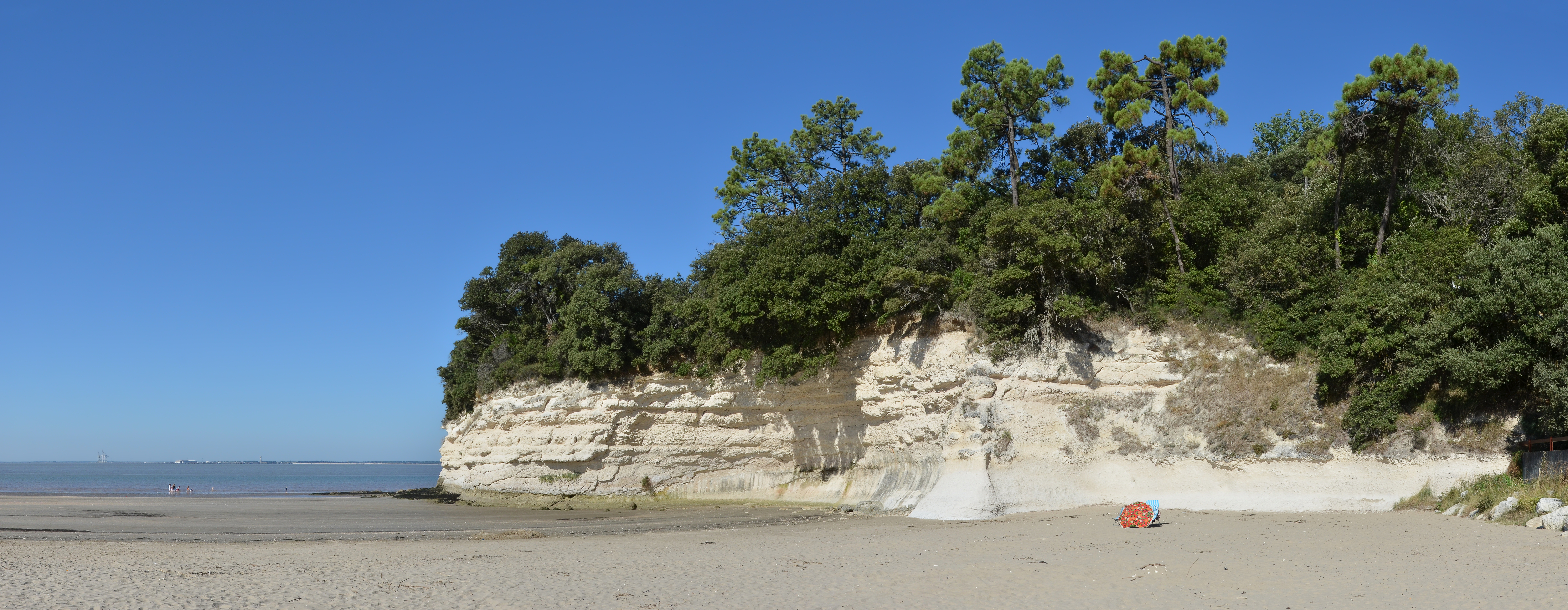
La plage et la partie sud de la pointe de Suzac à Meschers-sur-Gironde.

Plus près de la commune, les stations balnéaires et résidentielles de Saint-Georges-de-Didonne et Meschers-sur-Gironde bénéficient pour la première de la plus grande plage urbaine du département (près de trois kilomètres de long pour la conche de Saint-Georges) et de puissantes falaises colonisées par les chênes-verts et les pins maritimes pour la seconde. Ces falaises, où des habitations ont été creusées (grottes de Matata, grottes de Régulus), font de Meschers une cité troglodyte. Non loin de là, la bastide de Talmont-sur-Gironde, campée sur une falaise, est classée à la fois parmi les plus beaux villages de France, les petites cités de caractère et les villages de pierre et d’eau promus par le département. En remontant vers le nord-ouest, la banlieue ouest de Royan accueille des villes comme Vaux-sur-Mer et Saint-Palais-sur-Mer, la station balnéaire de La Palmyre et son zoo (un des plus importants parcs zoologiques privés d’Europe) ainsi que la forêt domaniale de la Coubre et ses presque 8000 hectares de pinède.
L’intérieur des terres est structuré autour de villes comme Saujon, aujourd’hui une des principales banlieues de Royan, mais aussi ville thermale et ville de foires, réputée pour son port de Ribérou et son centre piétonnier (rue Carnot). Plus modeste, Cozes conserve un centre ancien où se dressent d’anciennes halles médiévales et une église mi-romane, mi-gothique. Enfin, Pons est une cité médiévale campée sur une hauteur, conservant un donjon roman intact, plusieurs églises et un ancien hôpital des pèlerins classé au patrimoine mondial de l'humanité par l’Unesco.

### Culture

#### Équipements culturels
La commune dispose d’une bibliothèque municipale située en centre-ville. Elle propose des prêts de livres et la consultation de certains ouvrages sur place, et est en principe réservée aux habitants de la commune. Elle est ouverte à raison de deux jours par semaine, le lundi de 16 heures 30 à 18 heures 30 et le mercredi de 16 heures 30 à 17 heures 30, sauf pendant le mois d’août (fermeture annuelle). Elle dispose d’une réserve de près de 7000 livres, auxquels s’ajoutent ceux du bibliobus.

#### Événements touristiques
- Fête du melon
- Fête des battages

### Patrimoine culturel

#### Langue saintongeaise

Aire linguistique du Saintongeais

La commune est située dans l'aire linguistique du saintongeais, un dialecte faisant partie de la famille des langues d’oïl, branche des langues romanes, qui comprend également le français, l’angevin le picard et le poitevin avec lequel il est souvent regroupé dans un domaine plus vaste, le poitevin-saintongeais.
Le saintongeais  (saintonjhais) est la langue vernaculaire parlée dans les anciennes provinces d'Aunis, Saintonge et Angoumois. On l’appelle aussi le charentais ou encore le patois charentais. Les locuteurs sont dits patoisants.
Le saintongeais a fortement influencé l’acadien et en conséquence, par ricochet, le cadien ; quant au québécois, il a été influencé par les parlers tels que le normand, le francien et le saintongeais.
La langue saintongeaise présente de nombreux traits communs avec des langues telles que le cadien ou l'acadien, ce qui s'explique par les origines saintongeaises d'une partie des émigrants vers la Nouvelle-France au XVIIe siècle.

#### Gastronomie
La gastronomie saintongeaise est principalement axée sur trois types de produits : les produits de la terre, les produits de la mer et les produits de la vigne.

Zone de production du cognac et du pineau.

Les préparations à base de viande de porc occupent une place prépondérante dans la cuisine régionale : ainsi des gratons ou des grillons, sortes de rillettes à base de viandes rissolées et confites dans leur graisse, du gigourit, un civet mêlant sang, gorge, foie et oignons, ou de la sauce de pire, à base de fressure, d'oignons et de vin blanc de pays.
La cuisine saintongeaise intègre tout naturellement de nombreuses recettes à base de « cagouilles », le nom local de l'escargot petit-gris. Animal tutélaire de la Saintonge, il est notamment cuisiné « à la charentaise », c'est-à-dire cuit dans un court-bouillon agrémenté de vin blanc, d'ail et de mie de pain.
Parmi les autres spécialités locales, il convient de noter également les pibales (alevins d'anguille pêchés dans la Gironde, spécialité des villes de Mortagne et de Blaye), les huîtres de Marennes-Oléron, les sardines de Royan, les « thyeusses de gueurnouilles » (cuisses de grenouilles) ou encore la sanglette, une galette préparée à base de sang de poulet et d'oignons cuits.
Les desserts traditionnels sont issus de la cuisine paysanne : millas (gâteau à la farine de maïs, qu'on retrouve dans une grande partie du Sud-Ouest de la France), galette charentaise, au beurre Charentes-Poitou, ou encore merveilles (beignets).
Les vignes de la région servent à la confection d'eaux-de-vie réputées, telles que le pineau des Charentes et plus encore, le cognac. La commune de Semussac est ainsi intégralement située dans la zone de production des « bois ordinaires ».

## Personnalités liées à la commune
- Jean Charles de Sénectère, maréchal de France, marquis de Pisany, baron de Didonne, d'Arvert et de Saujon, seigneur de Semussac. Meurt au château de Didonne en 1771.
- Jean Jarousseau, « Pasteur du Désert », organisateur de la communauté protestante au XVIIIe siècle, est enterré dans la commune, en sa propriété de Chenaumoine.

## Héraldique
| Blason | Blasonnement : Mi-parti : au 1er gironné de douze pièces de gueules et d’or, au 2e d’azur aux cinq fusées accolées d’argent touchant les bords et les flancs de l’écu, au vase de terre au naturel brochant sur le tout. |

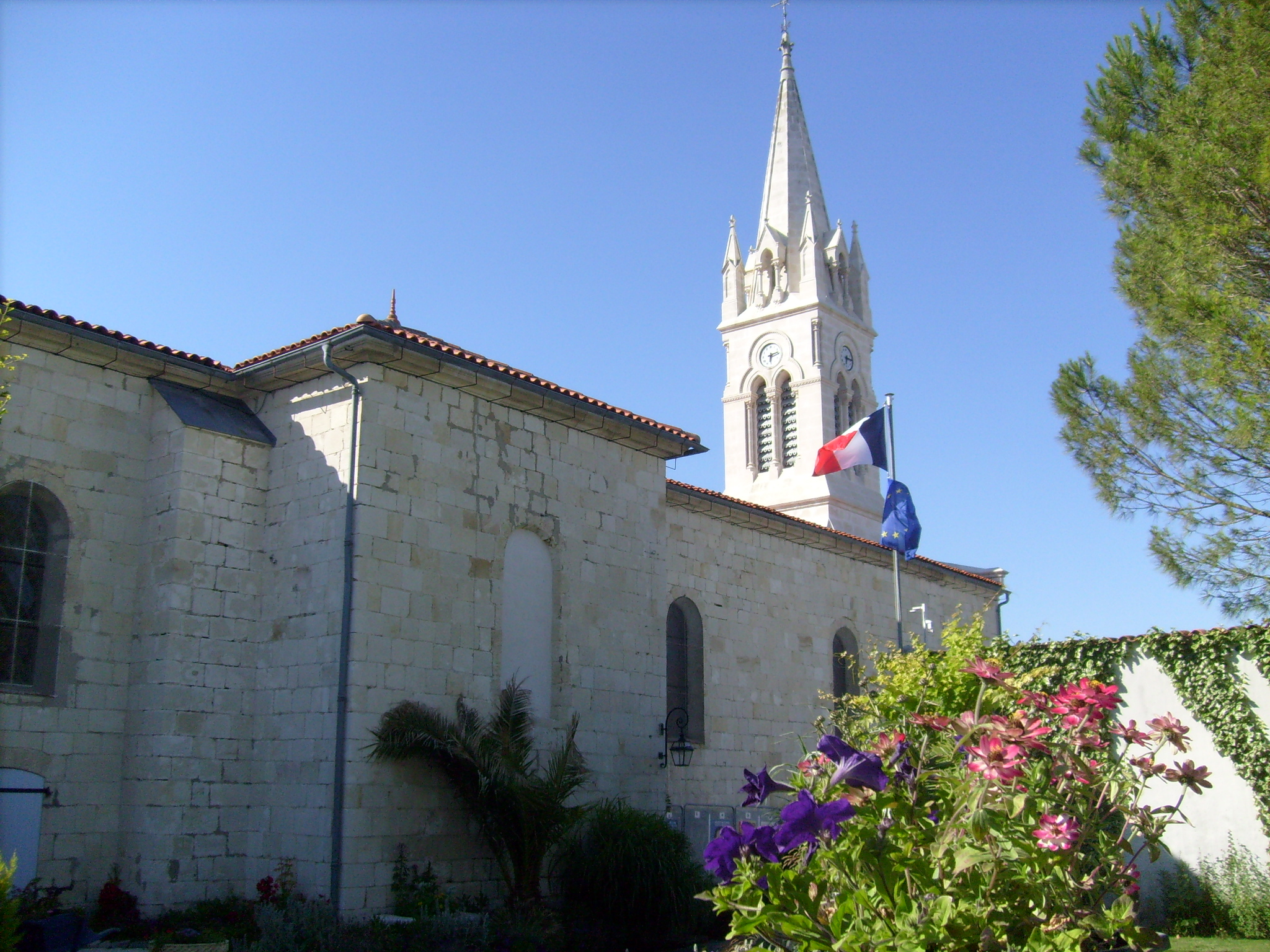
L'église Saint-Étienne.
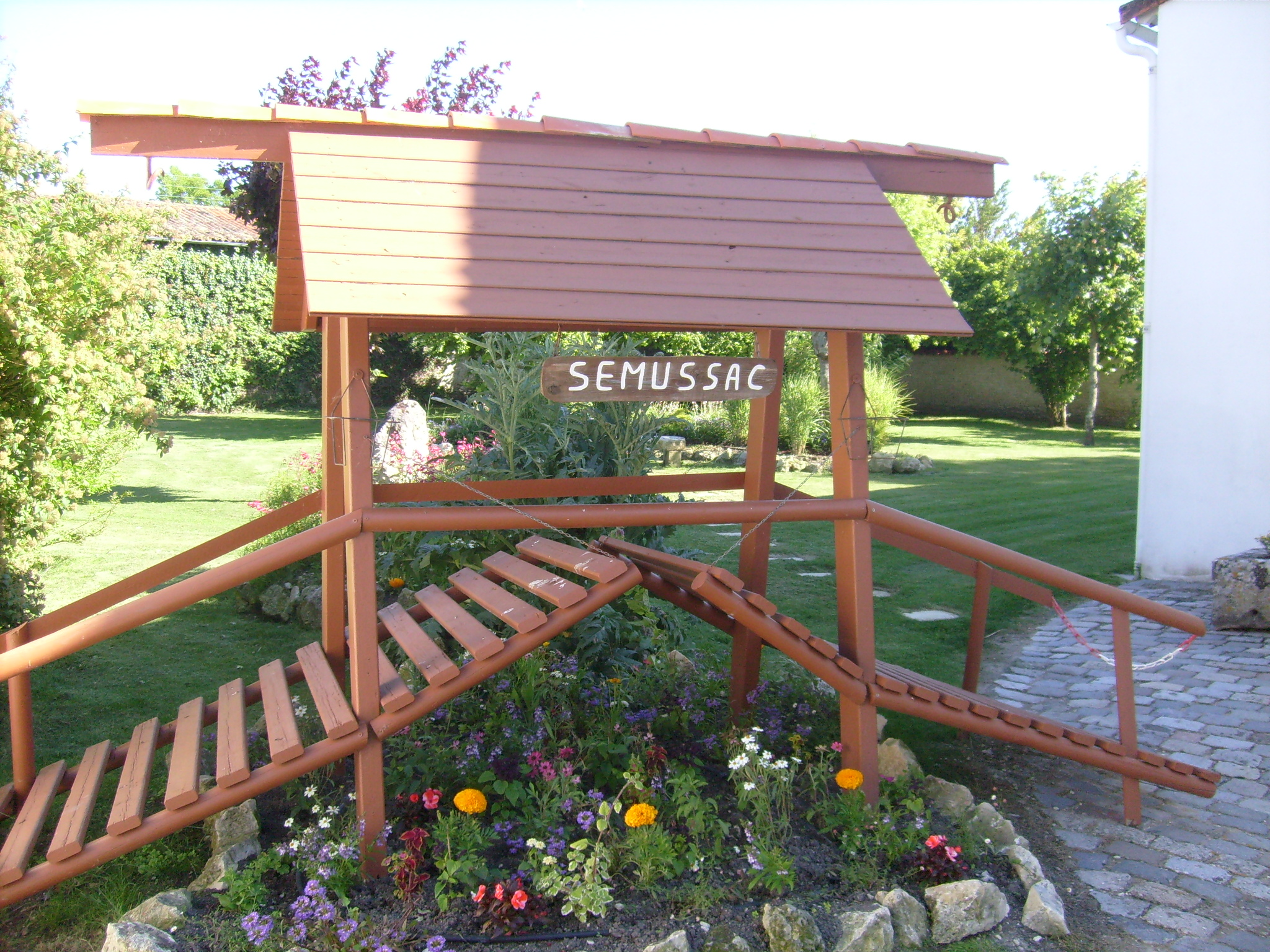
Le jardin de la mairie.